# Zwierciadło magnetyczne
Zwierciadło magnetyczne – obszar pola magnetycznego, które zmienia natężenie wzdłuż linii pola, co sprawia, że cząstki naładowane elektryczne mają tendencję do odbijania się od tego obszaru. Stanowi element pułapki magnetycznej stosowanej do ograniczenia gorącej plazmy.
Działanie zwierciadła oparte jest na zasadzie zachowania momentu magnetycznego naładowanej cząstki krążącej w polu magnetycznym. Orbitalny moment magnetyczny określony jest wzorem:
{\displaystyle \mu ={\frac {E_{\perp }}{H}},}
gdzie {\displaystyle E_{\perp }} – energia kinetyczna składowej ruchu prostopadłej do natężenia {\displaystyle {\vec {H}}} pola magnetycznego.
Jeśli tylko natężenie pola magnetycznego zmienia się w przestrzeni dostatecznie wolno, to podczas ruchu cząstki moment {\displaystyle \mu } pozostaje prawie stały. Ze spełnienia tego warunku wynika, że w miarę wnikania cząstek do obszaru silniejszego pola magnetycznego, energia kinetyczna {\displaystyle E_{\perp }} krążenia cyklotronowego powinna wzrastać. Jednocześnie z zasady zachowania energii wynika, że wraz ze wzrostem energii kinetycznej takiego ruchu poprzecznego będzie maleć energia (a zatem i prędkość) składowej ruchu cząstki wzdłuż pola magnetycznego. Kiedy więc wielkość {\displaystyle E_{\perp }} w obszarze pola o rosnącym natężeniu osiągnie wartość energii całkowitej, powinno nastąpić odbicie cząstki. Jednak odbiciu ulegną tylko te cząstki, których prędkość tworzy z kierunkiem pola magnetycznego kąt większy od kąta {\displaystyle \theta } określonego wzorem:
{\displaystyle \operatorname {tg} \theta ={\frac {1}{{\sqrt {\frac {H}{H_{0}}}}-1}},}
gdzie {\displaystyle H} jest natężeniem pola magnetycznego w obszarze zwierciadła, {\displaystyle H_{0}} zaś w obszarze środka pułapki. Inaczej mówiąc, cząstki których prędkość leży wewnątrz tzw. stożka ucieczki, tj. stożka o osi równoległej do kierunku pola magnetycznego i kącie między wysokością i tworzącą równym {\displaystyle \theta ,} nie będą w pułapce ze zwierciadłami utrzymywane.
Jeżeli w pewnym obszarze natężenie pola magnetycznego wzrasta wzdłuż linii pola w obie strony, to poruszająca się w tym obszarze cząstka naładowana będzie odbijała się od obu jego granic, tj. od obu obszarów zagęszczenia linii sił, podobnie jak promień świetlny między dwoma zwierciadłami.